# Муниципальная полиция
Муниципальная (местная) полиция — правоохранительные органы, которые находятся под контролем местных властей, вплоть до самых мелких муниципальных образований. Муниципальная полиция финансируется из местного бюджета и, как правило, её компетенция ограничивается охраной общественного порядка, патрулированием территории населённого пункта, регулированием дорожного движения и выполняют другие задачи дорожной полиции. Эти полицейские силы, как правило, ответственны перед местными властями и администрациями городов и муниципалитетов (мэрами, городскими собраниями и т. п.).
С точки зрения их роли в деятельности полиции они являются превентивной полицией — то есть силами предотвращения правонарушений.
В большинстве стран существуют общенациональные законы и постановления, которые регулируют объём полицейской ответственности муниципалитетов и обеспечивают определённую степень единообразия в организации полиции. Однако полицейские силы отдельных муниципалитетов в одной и той же стране могут сильно различаться по внешнему виду (например, по форме). Классическими примерами являются итальянская (Polizia Municipale), испанская (Policía Local) или швейцарская (Gemeindepolizei) муниципальная полиция.

## История
Исторически сложилось, что роль муниципальной полиции выполняла городская стража. Сегодня некоторые формирования муниципальной полиции по-прежнему носят название стражи (гвардии). Примеры:
- Бразилия: guarda municipal
- Польша: straż miejska, straż gminna
- Украина: муніципальна варта

## Муниципальная полиция по странам
| Страна     | Название | Оригинальное название |
| ---------- | --- | --- |
| Австралия  | Муниципальный рейнджер | - англ. Council ranger |
| Австрия    | Муниципальная полиция | - нем. Gemeindesicherheitswache, Gemeindewachkörper, Sicherheitspolizeien, Gemeindepolizeien или Stadtpolizeien                                                                           |
| Албания    | Муниципальная полиция | - алб. Policia Bashkiake |
| Алжир      | Муниципальная гвардия | - фр. Gardes Municipaux |
| Аргентина  | Метрополитенская полиция | - исп. Policía Metropolitana de Buenos Aires |
| Бельгия    | Местная полиция | - фр. Police Locale - нидерл. Lokale Politie - нем. Lokale Polizei |
| Бразилия   | Муниципальная гвардия | - порт. Guardas Municipais |
| Германия   | Муниципальная полиция | - нем. Stadtpolizei, Ordnungsamt, Kommunaler Ordnungsdienst или Städtischer Ordnungsdienst, Polizeibehörde                                                                                |
| Греция     | Муниципальная полиция | - греч. Δημοτική Αστυνομία |
| Венгрия    | Муниципальная полиция | - венг. Önkormányzati Rendészet, Városőrség |
| Вьетнам    | Муниципальная полиция городов Ханой, Хошимин, Хайфон, Дананг и Кантхо                                                                               | Муниципальная полиция городов Ханой, Хошимин, Хайфон, Дананг и Кантхо |
| Испания    | Муниципальная полиция | - исп. Policía Municipal, Policía Local или Guàrdia Urbana |
| Италия     | Муниципальная полиция | - итал. Polizia Municipale, Polizia Comunale, Polizia Urbana, Polizia Locale или Vigili Urbani - фр. Police municipale - нем. Stadtpolizei or Gemeindepolizei - словен. Občinska policija |
| Канада     | Муниципальные и региональные полицейские силы (уголовные и административные отделы) и сотрудники по соблюдению законности (административные отделы) | Муниципальные и региональные полицейские силы (уголовные и административные отделы) и сотрудники по соблюдению законности (административные отделы)                                       |
| Казахстан  | Муниципальная полиция | - каз. Жергілікті полиция |
| Китай      | Бюро городской администрации и правопорядка | - кит. трад. 城市管理行政執法局, упр. 城市管理行政执法局, пиньинь ChéngShì Guǎnlǐ Xíngzhèng Zhífǎ Jú                                                                                      |
| Латвия     | Муниципальная полиция | - латыш. Pašvaldības policija |
| Литва      | Отдел общественного порядка | - лит. Viešosios tvarkos skyrius |
| Мексика    | Муниципальная полиция | - исп. Policía Municipal |
| Намибия    | Муниципальная полиция | - англ. Municipal Police |
| Нидерланды | Муниципальные силы правопорядка | - нидерл. Handhaving, Toezicht, Stadswacht, BOA |
| Польша     | Городская гвардия | - пол. Straż miejska, Straż gminna |
| Португалия | Муниципальная полиция | - порт. Polícia Municipal |
| Румыния    | Местная полиция | - рум. Poliţia Locala |
| Сербия     | Муниципальная милиция (до 2016 года - полиция) | - серб. Комунална милиција |
| Словакия   | Городская/муниципальная полиция | - словац. mestská polícia, obecná polícia |
| Словения   | Городская полиция | - словен. Mestno Redarstvo |
| США        | Департаменты муниципальной полиции | Департаменты муниципальной полиции |
| Турция     | Муниципальная полиция | - тур. Belediye Zabıtası |
| Франция    | Муниципальная полиция | - фр. police municipale |
| Чехия      | Муниципальная полиция | - чеш. městská policie, obecní policie |
| Швейцария  | Муниципальная полиция | - фр. Police municipale - нем. Stadtpolizei - романш. Polizia Cumûnala - итал. Polizia Municipale                                                                                         |
| Эстония    | Муниципальная полиция | - эст. Munitsipaalpolitsei, MuPo, MunPol |
| ЮАР        | Муниципальная полиция | - англ. Municipal Police |

### на английском языке
- Daniel Donnelly. Municipal Policing in the European Union: Comparative Perspectives (англ.). — Houndmills: Palgrave Macmillan, 2013. — 216 p. — ISBN 978-1-137-29061-8.
- Jan Terpstra, Bas van Stokkom, Ruben Spreeuwers. Who Patrols the Streets?: An International Comparative Study of Plural Policing (англ.). — Den Haag: Eleven International Publishing, 2013. — 172 p. — ISBN 978-9-46236-079-2.
- Teun Eikenaar. Municipal Disorder Policing: Dealing with Annoyances in Public Places (англ.). — Den Haag: Eleven International Publishing, 2017. — 218 p. — ISBN 978-9-46236-786-9.

### на немецком языке
- Christoph Balzer. Kommunale Ordnungsdienste (нем.). — Wiesbaden: Kommunal- und Schul-Verlag, 2019. — 378 S. — ISBN 978-3-82931-474-9.
- Fritz Lehmann. Der Polizeikompass: eine kleine Orientierungshilfe in der föderalistischen Polizeilandschaft der Schweiz (нем.). — Neuchâtel: Verlag Schweizerisches Polizei-Institut, 2007. — 141 S. — ISBN 978-2-94038-510-2.
- Lisa Tuchscherer. Stadtpolizei statt Polizei (нем.). — Berlin: Duncker & Humblot, 2017. — 185 S. — ISBN 978-3-42815-130-1.